# 陳國瓚 (越南陳朝)
陳國瓚（越南语：／；1267年—1285年）是越南陳朝將領，封懷文侯（越南语：／）。
1279年，元軍在崖山之戰中攻滅南宋，轉而開始攻打南方的大越（陳朝）和占城。1282年，感覺到威脅的太上皇陳太宗以及皇帝陳聖宗在平灘召集宗室和文武百官，討論禦敵之策。當時的陳國瓚只有16歲，太上皇認為他年幼，沒有讓他參加會議。陳國瓚感到十分恥辱，以至於捏碎了手中的橘子。最終陳國瓚自行組建了一千餘人的軍隊抗擊元軍，其軍旗上書「破強敵，報皇恩」六字。
根據《大越史記全書》的記載，陳國瓚的軍隊異常勇猛，元軍遇上他只能退卻。1285年陰曆四月，陳國瓚在陳日燏的麾下作戰，於鹹子關擊敗唆都率領元朝水軍。陰曆五月，陳國瓚跟隨陳光啓，在章陽大敗脫歡主力，隨後陣斬唆都，迫使脫歡自昇龍撤離，退回元境。
《大越史記全書》中沒有提到陳國瓚是如何死去的。根據《元史·安南傳》的記載，陳國瓚與元軍在如月江（今梂江）激戰，最後陣亡。當時陳國瓚年僅18歲。
得知陳國瓚的死訊後，聖宗下令將他晉封為懷文王。
今日的越南人一直把陳國瓚當作一位年輕的愛國英雄，並流傳著他的不少故事。
越南共和國海軍有一艘護衛艦以「陳國瓚」的名字命名。
接：庞雪夫人